# Босович Ельвіра Богданівна
Босович Ельвіра Богданівна (нар. 9 квітня 1972) — театральна художниця, сценографка. Головна художниця Львівського академічного театру естрадних мініатюр «І люди, і ляльки» (з 2009).

## Життєпис
Закінчила Львівську академію мистецтв, факультет «Прикладного та декоративного мистецтва» у 1997 році. З 2005 року працює у Львівському академічному театрі естрадних мініатюр «І люди, і ляльки» на посаді дизайнера, а з 2009-го — на посаді головної художниці театру.

## Постановки

### Роботи в театрі
- 1999 — "Золота Роза" (художнє оформлення), Любительський театр при єврейській організації "Гелель";
- 2001 — "Одержима" (костюми) Лесі Українки, Творча майстерня "Театр у кошику", реж. Ірина Волицька;
- 2003 — "Пригоди Котика-Вуркотика" (костюми), Львівський обласний академічний театр ляльок, реж. Михайло Вікс;
- 2003 — "Сон" (костюми) Тараса Шевченка, Творча майстерня "Театр у кошику", реж. Ірина Волицька;
- 2004 — "Я йду Христе..." (костюми) Григора Лужницького,Творча майстерня "Театр у кошику", реж. Ірина Волицька;
- 2009 — "Музична крамничка" (костюми) за казкою Люцини Легот, інсценізація Надії Крат,   ЛАТЕМ "І люди, і ляльки", реж. Олег Новохацький (редакція режисури - Олексій Кравчук);
- 2010 — "Курячі мрії" (художнє оформлення) ЛАТЕМ "І люди, і ляльки", реж. Володимир Борисюк;
- 2010 — "Лікар Айболить" (художнє оформлення), ЛАТЕМ "І люди, і ляльки", реж. Олег Новохацький;
- 2011 — "Троє поросят" (художнє оформлення), Львівський обласний академічний театр ляльок, реж. Дарія Іванова;
- 2012 — "Колобок" (художнє оформлення), ЛАТЕМ "І люди, і ляльки", реж. Дарія Іванова;
- 2013 — "Дівка" (костюми), Львівський академічний театр ім. Лесі Українки, реж. Олексій Коломійцев;
- 2013 — "Чому кіт не з’їв мишку" (художнє оформлення), інсценізація Людмили Зборовської,  МО "Далібуде…", реж. Людмила Зборовська;
- 2014 — "Вертеп ляльковий" (художнє оформлення) Надії Крат,  МО "Далібуде…", реж. Надія Крат;
- 2016 — "Скинія златая" (художнє оформлення) на основі фольклорного музичного матеріалу,  ЛАТЕМ "І люди, і ляльки", реж. Роман Козак;
- 2016 — "Ось та Ась" (художнє оформлення) за мотивами казки “Думи” Васильченко Степан Васильович, інсценізація Надії Крат, ЛАТЕМ «І люди, і ляльки», колективна режисура;
- 2017 — "Божественна комедія… АнДанте" (художнє оформлення) Надії Крат,  ЛАТЕМ "І люди, і ляльки", реж. Олексій Кравчук;
- 2018 — "Tymek" (художнє оформлення),  Театр "Барнабі" (Польща), реж. Марцін Мажец;
- 2019 — "Солом’яний бичок" (художнє оформлення) Романа Гребенюка,  Дніпровський міський театр ляльок, реж. Роман Гребенюк;
- 2019 — "В гості до Сонечка" (художнє оформлення) Марціна Мажеца, ЛАТЕМ "І люди, і ляльки", реж. Марцін Мажец;
- 2020 — "Зоря благодатна" (костюми) у записі Миколи Маркевича, сценічна редакція Сергія Брижаня, Львівський обласний академічний театр ляльок, реж Володимир Підцерковний;
- 2021 — "Сніжинка для Вовчика" Надії Крат, ЛАТЕМ "І люди, і ляльки", реж. Олексій Кравчук.
- 2021 —  "Різдво.Тризна" (сценографія, костюм) за поезією Сергія Жадана, ЛАТЕМ "І люди, і ляльки", реж. Надія Крат, з.д.м. України Олексій Кравчук;
- 2022 —  "Сірий та Руда" (сценографія, ляльки, костюм) Світлани Новицької, ЛАТЕМ "І люди, і ляльки", реж. Марцін Мажец;
- 2022 —  "Про лицаря Прищака та принцесу Гарнютку" (сценографія, ляльки, костюм) Марти Гусньовскої, Львівський обласний академічний театр ляльок, реж. Марцін Мажец;
- 2022 ―  ""В гості до Сонечка" (художнє оформлення) Марціна Мажеца, Театр Міський м.Лєшно (Польща), реж. Марцін Мажец;

### Роботи в кіно
- 2020 — "Екс" (костюми), сценарій Ярослав Яріш, художній фільм студії Компанія "Т.Т.М.", реж. Сергій Лисенко;
- 2021 —  "Оберіг нації", у першому варіанті 2005 року називалася "Серце світу" (костюми), сценарій Василя Босовича,  художній фільм у співпраці Галфільм та кіностудії ім.О.Довженка, реж. Василь Босович; завершення проекту у 2021 році режисером Ярославом Поповим.

## Нагороди
- 2012 — "Колобок" (художнє оформлення), ЛАТЕМ "І люди, і ляльки", реж. Дарія Іванова диплом переможця в номінації «Краща вистава для дітей» — диплом номінанта в номінації "Краще художнє оформлення" ("Прем’єри сезону" м. Київ);
- 2016 — "Скинія златая" (художнє оформлення) на основі фольклорного музичного матеріалу,  ЛАТЕМ "І люди, і ляльки", реж. Роман Козак — гран-прі фестивлю "Нябеси", м.Мінськ, диплом номінанта в номінації "Краще художнє оформлення" на Всеукраїнському фестивалі-огляді "Прем’єри сезону 2016";
- 2016 — "Ось та Ась" (художнє оформлення) за мотивами казки “Думи” Степана Васильченка, інсценізація Надії Крат, ЛАТЕМ «І люди, і ляльки», колективна режисура — диплом "Креативність, позиція", м. Черкаси;
- 2019 — "В гості до Сонечка" (художнє оформлення) Марціна Мажеца, ЛАТЕМ "І люди, і ляльки", реж. Марцін Мажец — диплом номінанта у категорії "Краща вистава для дошкільнят на Всеукраїнському фестивалі – огляді «Прем’єри сезону 2019-2021»";
- 2021 — "Сніжинка для Вовчика" Надії Крат, ЛАТЕМ "І люди, і ляльки", реж. Олексій Кравчук  — 1 місце на Першому міжнародному фестивалі СТРУС, м. Львів.